# Bayerische Gemeindezeitung
Die Bayerische Gemeindezeitung (Abkürzung: GZ) ist mit einer Auflage von etwa 10.000 Exemplaren eine der größten kommunalen Fachzeitungen Bayerns und hat ihren Sitz in Geretsried. Offiziell bezeichnet sich die GZ als Fachblatt der KPV in Bayern.

## Geschichte
Auf die Nullnummer der Bayerischen Gemeindezeitung im Dezember 1949, die der Münchner Verleger Richard Pflaum zusammen mit der neugegründeten Bayerischen Staatsregierung und in Abstimmung mit den amerikanischen Besatzern herausgegeben hatte, folgte am 9. Januar 1950 die erste reguläre Ausgabe.
Zielsetzung war es, nicht nur die Verwaltungsbeamten mit Informationen zu versorgen, sondern vor allem auch die gewählten Mandatsträger über ihre Rechte und Pflichten aufzuklären und ihnen praktische Anleitungen für ihre Aufgaben an die Hand zu geben.
An dieser inhaltlichen Konzeption orientiert sich die Bayerische Gemeindezeitung nach wie vor.

### Chefredakteure
- 1949–1956: Eberhard Semmler, Ministerialrat, Bayerisches Innenministerium
- 1956–1969: Benno Wagner, Leiter des Selbstverwaltungskollegs in Fürstenfeldbruck
- 1969–1982: Erich Seydel
- seit 1982: Anne-Marie von Hassel

### Verleger
- 1949–1968: Richard Pflaum, Pflaum Verlag, München
- 1968–1996: Beda Bohinger, Pflaum Verlag, München
- 1996–2009: Anne-Marie von Hassel, Verlag Bayerische Kommunalpresse GmbH, Geretsried
- 2009–2014: Anne-Marie von Hassel und Constanze von Hassel, Verlag Bayerische Kommunalpresse GmbH, Geretsried
- seit 2014: Anne-Marie von Hassel, Constanze von Hassel und Theresa von Hassel, Verlag Bayerische Kommunalpresse GmbH, Geretsried

### Herausgeber
- bis 1977: Dr. Fritz Wiesenthal, Landrat Landkreis Augsburg, KPV-Landes- und Bundesvorsitzender
- 1977–1996: Otto Ammon, Landrat Landkreis Forchheim, KPV-Landesvorsitzender
- 1996–2008 Luitpold Braun, Landrat Landkreis Weilheim-Schongau, KPV-Landesvorsitzender
- seit 2008: Stefan Rößle, Landrat Landkreis Donau-Ries, KPV-Vorsitzender

### Ehrenherausgeber
- 1996–2011: Beda Bohinger
- 1996–2013: Otto Ammon[4]

## Druckausgabe
Die Zeitung erscheint zweimal monatlich in 22 Ausgaben pro Jahr (zwei Doppelausgaben) im Berliner Format auf 16 Inhaltsseiten. Der Werbeanteil betrug im Jahr 2012 etwa 13 %, im Jahr 2014 waren es 14 %. Die redaktionelle Konzeption der Zeitung beinhaltet kommunalspezifische Berichte und Reportagen aus bayerischen Gemeinden, Städten, Kreisen und Bezirken sowie dem Freistaat Bayern.
Laut Verlag werden ca. 90 % der Gesamtauflage als Abonnement verbreitet, daher setzt sich die Leserschaft der Bayerischen Gemeindezeitung überwiegend aus Bürgermeistern, Land-, Bezirks-, Kreis-, Stadt- und Gemeinderäten, leitenden Beamten sowie Angestellten in den kommunalen Verwaltungen zusammen.

### Sonderdrucke
Der Verlag veröffentlicht jährlich zusätzlich etwa 5–6 mehrseitige Sonderdrucke im Format DIN/A4, die von kommunalen Fachtagungen- und Ereignissen berichten oder sich mit Kommunaltechnologie sowie der Gemeindeverwaltung beschäftigen.

## Themen
Als Fachzeitung ist die Bayerische Gemeindezeitung in verschiedene, für die Kommunalverwaltung relevante Themen unterteilt: Landes- und Bundespolitik, Blickpunkte, Kommunale Praxis, diverse Kommunale Fachthemen, und Aus den Bayerischen Kommunen. Weitere regelmäßige Rubriken sind die GZ-Kolumne mit Gastkommentaren sowie Neues von Sabrina, ein satirischer Kommentar einer fiktiven Vorzimmerdame eines nicht genannten Bürgermeisters.

## Internet
Seit 1995 hat die Zeitung eine Internetseite, ein Archiv der letzten zehn Jahre (Stand 2014) ist dort jeweils als PDF-Datei abrufbar. Neben dem regulären Printabonnement kann die Bayerische Gemeindezeitung auch als E-Paper und über eine App auf mobilen Endgeräten gelesen werden.

## Fachveranstaltungen
Seit 2008 wird von der Bayerischen Gemeindezeitung die eintägige Fachtagung "Bayerisches EnergieForum" in Garching bei München veranstaltet. Seit 2013 wird das "Bayerische WasserkraftForum" und das "Bayerische BreitbandForum" als Veranstaltungen für Fachbesucher angeboten. 2016 fand zum ersten Mal das "Bayerische InfrastrukturForum" statt. Bei weiteren Fachveranstaltungen und Messen tritt die GZ als Medienpartner oder Mitveranstalter auf.